# Perdiu boscana de Cambodja
La perdiu boscana de Cambodja o perdiu forestal de Cambodja (Arborophila cambodiana) és una espècie d'ocell de la família dels fasiànids (Phasianidae) que habita la selva del sud-oest de Cambodja, concretament a les muntanyes Cardamom.

## Descripció
Petit ocell de caça tímid i reservat, restringit a la serralada del Cardamom de Cambodja i l'extrem oriental de Tailàndia. Ricament decorat, amb un pit taronja brillant, costats escatats de blanc i negre i parts superiors marrons amb franges negres. També té el cap i el coll de color taronja brillant. S'alimenta en parelles al terra del bosc, fent duets forts entre si al matí i a primera hora de la tarda, emetent forts duets ascendents seguits d'una sèrie de notes xiulants d'un dels membres de la parella.

## Taxonomia
La perdiu boscana de Cambodja va ser descrita formalment el 1928 pels ornitòlegs francesos Jean Théodore Delacour i Pierre Jabouille basant-se en un exemplar recollit prop de Bokor, al sud de Cambodja. Van col·locar la nova espècie amb les perdius al gènere Arborophila i van encunyar el nom binomial Arborophila cambodiana.
Es reconeixen tres subespècies:
- A. c. diversa (Riley, 1930) – sud-est de Tailàndia (perdiu boscana de Tailàndia).
- A. c. chandamonyi (Eames, Steinheimer & Bansok, 2002) – sud-oest de Cambodja.
- A. c. cambodiana (Delacour & Jabouille), 1928 – sud-est de Cambodja.

La subespècie A. c. diversa havia estat reconeguda com espècie de ple dret separada de la perdiu boscana de Cambodja (Arborophila cambodiana), però el reconeixement de la subespècie intermèdia chandamonyi indica clinalitat i tractament com una sola espècie (Eames et al. 2002; del Hoyo & Collar 2014; HBW/BirdLife; WGAC 118).